# Isosecuriflustra angusta
Isosecuriflustra angusta is een mosdiertjessoort uit de familie van de Flustridae. De wetenschappelijke naam van de soort is, als Flustra angusta, voor het eerst geldig gepubliceerd in 1914 door Kluge.